# Doljenovka
Doljenovka (en rus: Долженовка) és un poble del krai de Krasnoiarsk, a Rússia, segons el cens del 2010 tenia 73 habitants. Pertany al districte municipal d'Àban.